# Engyprosopon bleekeri
Engyprosopon bleekeri är en fiskart som först beskrevs av Macleay, 1881.  Engyprosopon bleekeri ingår i släktet Engyprosopon och familjen tungevarsfiskar. Inga underarter finns listade i Catalogue of Life.